# Sturlunga saga
Sturlunga saga oder in verkürzter Form Sturlunga ist der Name einer Kompilation isländischer Sagas. Die Sturlungasaga wird zu den samtíðasögur (dt. „zeitgenössische Sagas“) gerechnet.
Samtíðasögur heben sich von anderen Sagagattungen vor allem dadurch ab, dass ihre Inhalte weltlich sind, und die zeitliche Differenz zwischen Handlung und Abfassung gering ist.

## Inhalt
Sie handelt vom Machtkampf einiger der bekanntesten isländischen Geschlechter des Mittelalters, vor allem aber der Familie des Poeten und Politikers Snorri Sturluson. Die Beziehungen zum norwegischen König und die Rolle der Kirche werden ebenso beschrieben wie das Ende der isländischen Freistaatszeit und die Eingliederung in das Königreich Norwegen. Die beschriebenen Ereignisse decken den Zeitraum von 1117 bis 1264 ab.

## Titel
Der Titel rührt vom Geschlecht der Sturlungar her, den Nachkommen des Sturla Þórðarson (1116–1183), die vom Landnahmehof Hvammur í Dölum abstammen.

## Autoren
Die Frage nach dem Kompilator ist der Sturlungasaga ist bislang nicht eindeutig geklärt. Als wahrscheinlich gelten Sturla Þórðarson (1214–1284) und Þórðr Narfason.

## Bedeutung
Die Saga wird als wichtige Quelle bzgl. der Geschichte des mittelalterlichen Island gewertet und bietet Einblicke in die Denk- und Lebensweisen der Isländer im 13. Jahrhundert.
Wie einige der wichtigsten Isländersagas wurde sie zu dieser Zeit niedergeschrieben. Andererseits aber sind die in der Sturlunga geschilderten Vorkommnisse aus dem 12. und 13. Jahrhundert sehr viel zeitnaher für die Autoren als die in den Isländersagas geschilderten Vorkommnisse, die sich meist auf die Zeit der Besiedelung oder kurz danach, d. h. auf Ereignisse im 9. und 10. Jahrhundert beziehen, die noch dazu sehr wahrscheinlich erst mündlich überliefert und nachweislich stark mit Erfundenem wie etwa Volkssagenelementen (vgl. z. B. Saga von Grettir dem Starken) ausgeschmückt wurden.
In den meisten Quellen der Sekundärliteratur wird die Darstellung der Ereignisse als sehr sachlich beschrieben, allerdings sehen einige Autoren auch eine Parteinahme zugunsten der aktuellen Machtkonstellation zur Zeit der Niederlegung, nämlich zugunsten des (norwegischen) Königs und der Kirche und damit gegen die Oligarchie der Goden.

## Entstehung der Kompilation
Es handelt sich hier um eine Kompilation, die aus Versatzstücken verschiedener, zum Teil nicht mehr überlieferter Sagas zusammengesetzt wurde. Sie ist in verschiedenen Handschriften überliefert.
In dieser Form war die Sturlunga Saga aber nicht von Anfang an vorhanden.
Hingegen wurden im 13. Jahrhundert einzelne Sagas geschrieben, die um 1300 zu einer zusammenhängenden Geschichte zusammengefasst wurden. In der Sekundärliteratur wird Þórður Narfason (gest. 1308), Rechtsgelehrter aus Skarð á Skarðsströnd, als Herausgeber genannt. Er wollte mit der Zusammensetzung des Werkes offensichtlich belegen, wie es zum Anschluss Islands an das Norwegische Königreich im Jahre 1262 gekommen war.

## Einzelsagas
Die wichtigsten enthaltenen Sagas sind: Die „Íslendinga saga“, verfasst von Sturla Þórðarson, die Saga von Þorgil und Hafliði, die Prestssaga des Guðmundar Arasonar, Þórður kakali, Þorgils skarði und die Svínfellinga saga. Außerdem sind die Sturla saga, Geirmundur heljarskinn, Guðmundar saga dýra und die Saga von Hrafn Sveinbjarnarson von Relevanz.
Die einzelnen Sagas des Bandes unterscheiden sich deutlich im Stil. Teilweise wurden sie auch einzeln herausgegeben, etwa im Jahre 1946.

## Handschriften
Die wichtigsten erhaltenen Handschriften der Sturlunga Saga sind Króksfjarðarbók und Reykjafjarðarbók, beide aus dem 14. Jahrhundert.